# Schloss Jindřichův Hradec

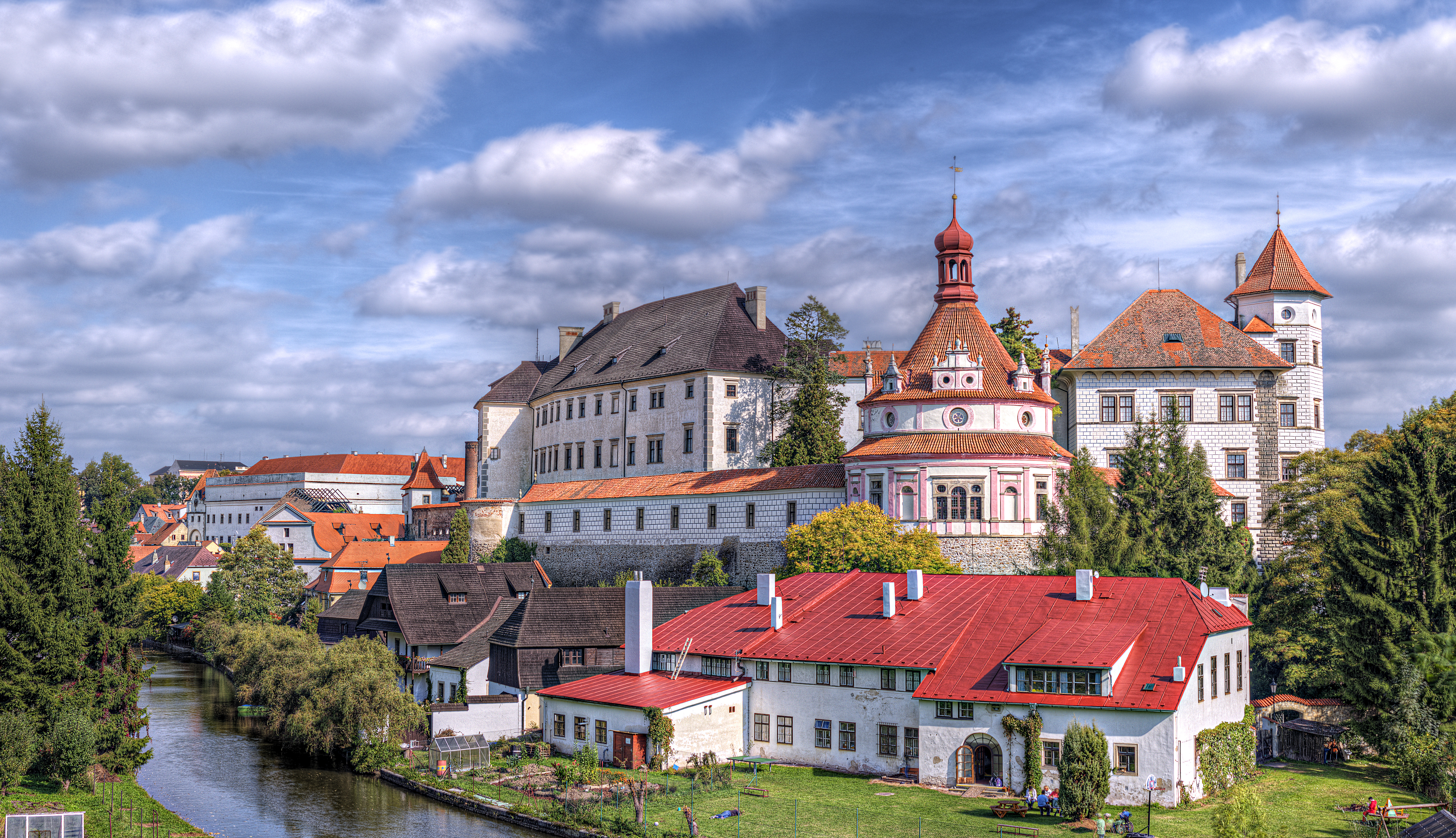
Schloss Jindřichův Hradec

Das Schloss Jindřichův Hradec (deutsch: Neuhaus; wörtlich übersetzt: Heinrichsburg) in der gleichnamigen Stadt Jindřichův Hradec gehört zum Okres Jindřichův Hradec in Tschechien. Das Schloss steht seit 3. Mai 1958 unter Denkmalschutz und wird seit 15. November 1995 als Nationales Kulturdenkmal Tschechiens geführt.

## Geschichte

### Ursprüngliche Burg

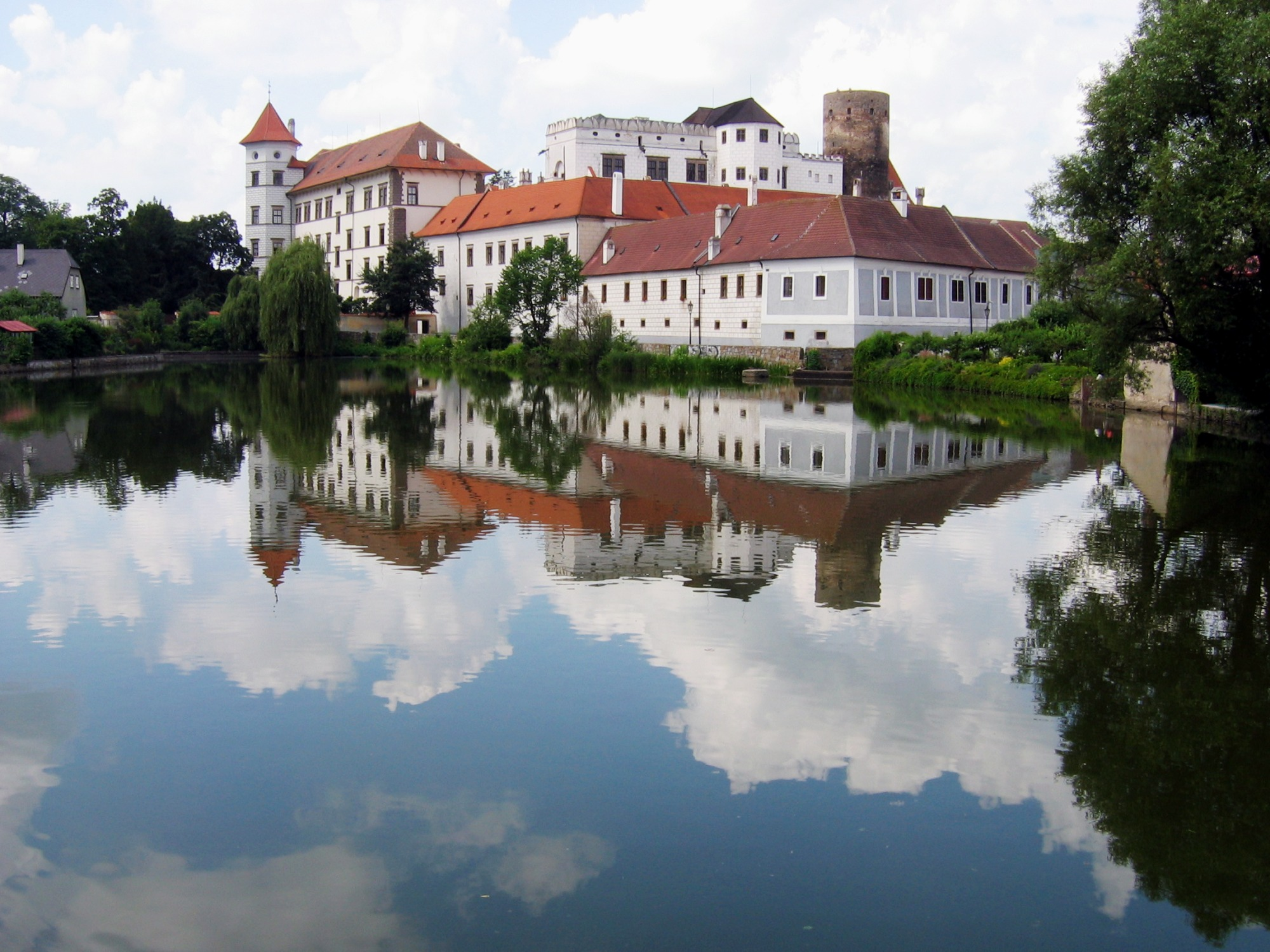
Schloss Jindřichův Hradec

Die ursprüngliche Burg entstand vermutlich im 10. Jahrhundert auf einem Wall über der Einmündung des Hamerský potok in die Nežárka. Sie wurde 1220 erstmals erwähnt und als „Novum castrum“ bezeichnet. Besitzer war Heinrich I. von Neuhaus, der Begründer des witigonischen Familienzweigs der Herren von Neuhaus. Auf ihn geht das ab 1410 verwendete tschechische Ortsnamenattribut Jindřichův zurück.
Die ältesten Teile der Burg (Bergfried, romanisch-gotischer Palas mit der Heilig-Geist-Kapelle) wurden bis 1259 errichtet. Die deutsch beschrifteten Wandmalereien entstanden 1338. Zu sehen sind ein umfassender Zyklus zur Georgslegende sowie der Stifter Ulrich III. von Neuhaus und der Neuhauser Komtur. Auf einer Wappengalerie werden 19 adelige Herren dargestellt, die 1322–1337 an den Ordenskreuzzügen zu den Pruzzen und nach Litauen teilgenommen haben.

### Umbau zum Renaissance-Schloss

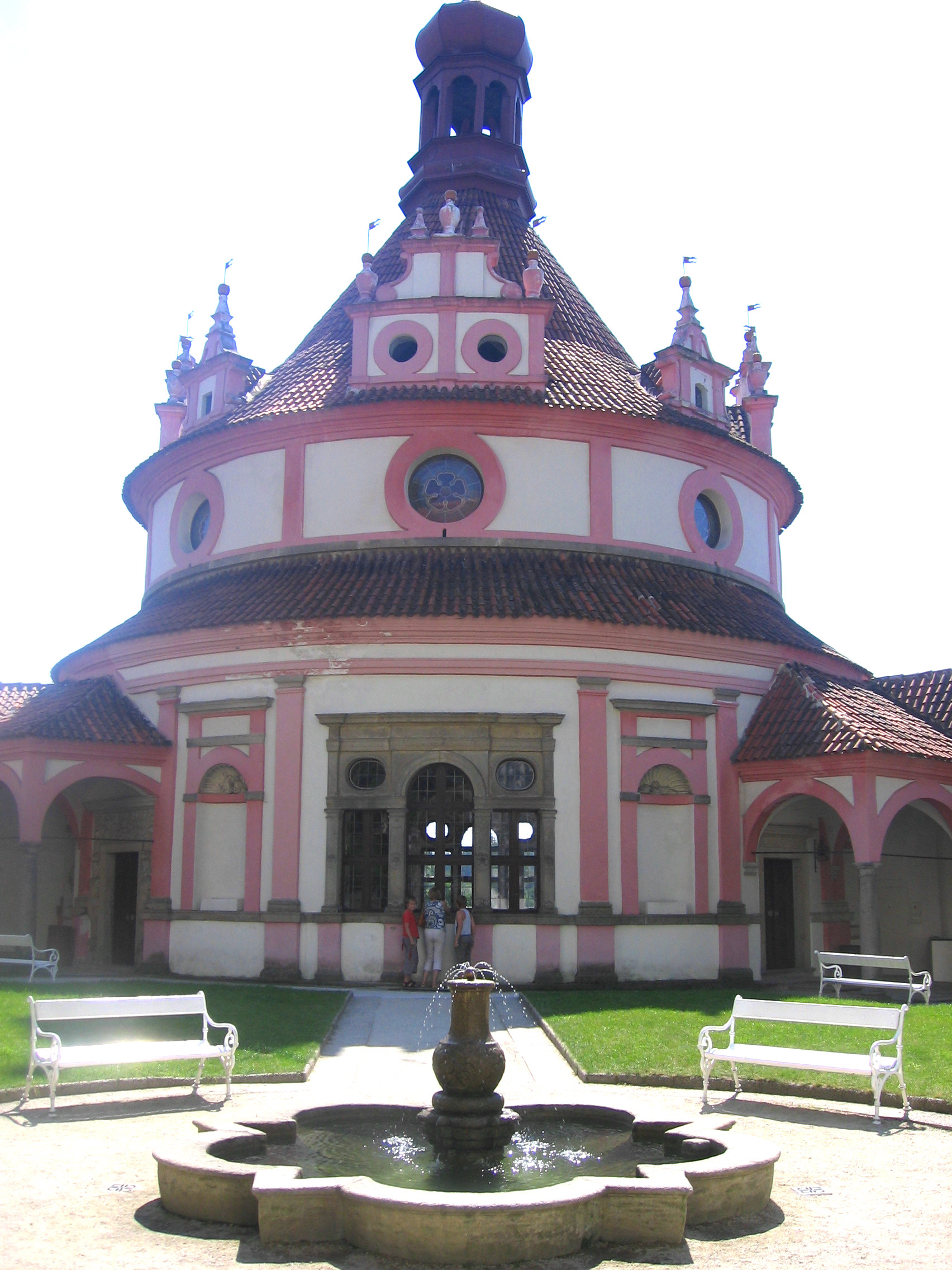
Schloss Jindřichův Hradec: Das Rondell

Im 16. Jahrhundert wurde die Burg unter Joachim von Neuhaus und dessen Sohn Adam II. zu einem repräsentativen Renaissance-Schloss umgebaut sowie um den Neuen Bau erweitert. Der spätgotische Palas wurde Teil des sogenannten Spanischen Flügels. Besonders sehenswert sind die Arkaden, die die Gebäudeteile miteinander verbinden, sowie das 1596 vollendete Rondell, das mit seinem prunkvollen Gewölbe und der vergoldeten Reliefdekoration zu den Hauptwerken der böhmischen Renaissance gehört. Der Umbau erfolgte nach Entwurf der italienischen Architekten Antonio Ericer und Baldassare Maggi.
Nach dem Tod des letzten männlichen Nachkommen der Herren von Neuhaus, Joachim Ulrich, erbte dessen Besitzungen seine jüngere Schwester Lucie Otilie, die seit 1602 mit Wilhelm Slawata verheiratet war. Dessen Nachkommen vererbten Schloss und Herrschaft Neuhaus 1693 an die Herren Czernin von Chudenitz. 
1688–1696 wurde im Innenhof ein Barockbrunnen errichtet. 1773 vernichtete ein Brand weite Teile des Schlosses.

### Geschichte der neueren Zeit
Verdienste um die Wiedererrichtung und Erhaltung des Schlosses erwarb sich Eugen Czernin von Chudenitz, der 1838 den Georgszyklus wiederentdeckte. Er verlegte das Czernin-Archiv in das Neuhauser Schloss, das auch die Archive der Familien von Neuhaus und Slawata beherbergt und das zweitgrößte Adelsarchiv Böhmens ist. 1945 wurde die Familie Czernin enteignet. Schloss, Gut und Archiv gingen in Staatsbesitz über. 1976–1993 wurde das Schloss umfassend renoviert.

## Besondere Sehenswürdigkeiten

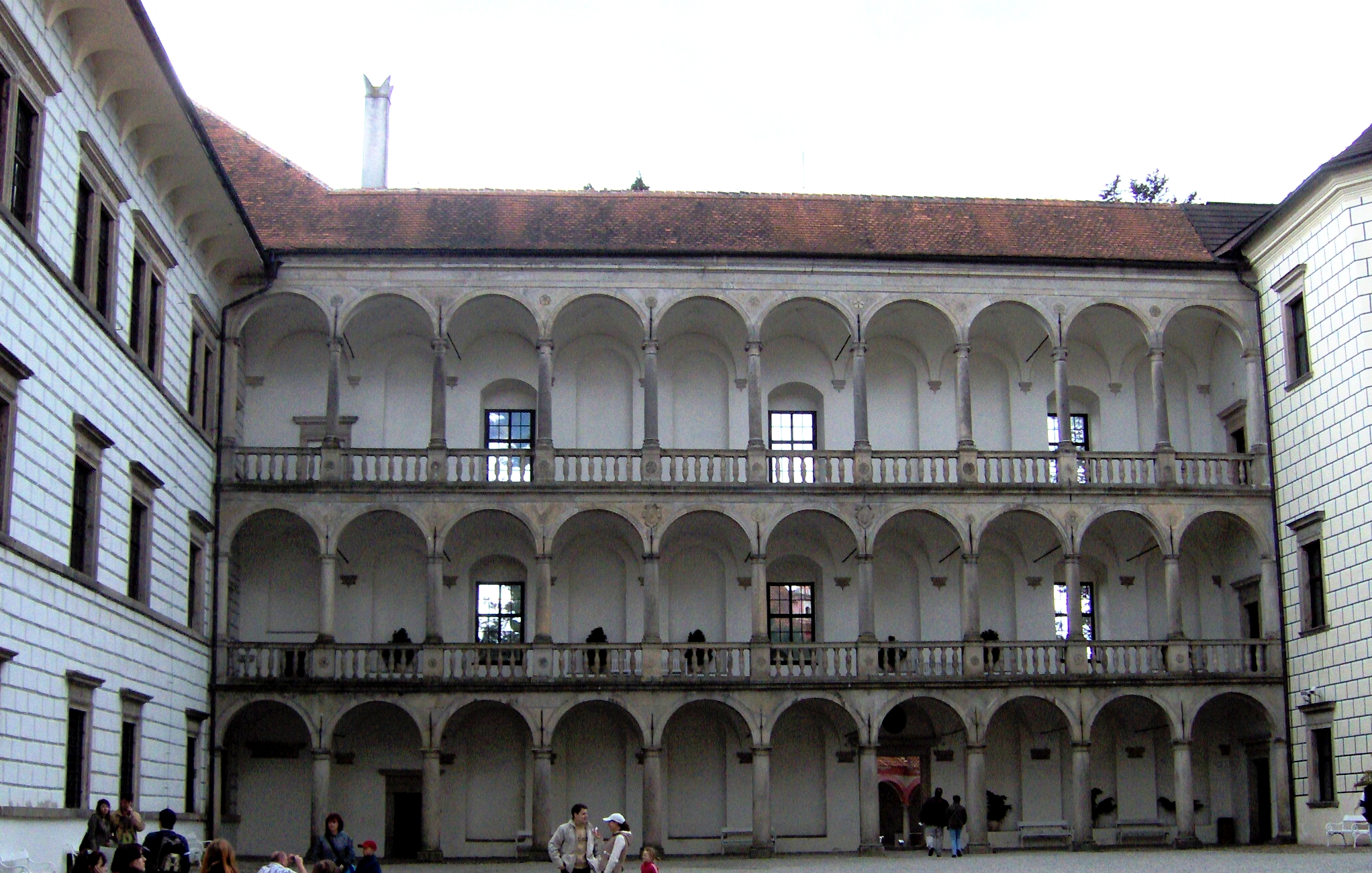
Große Arkaden (1586–1592)

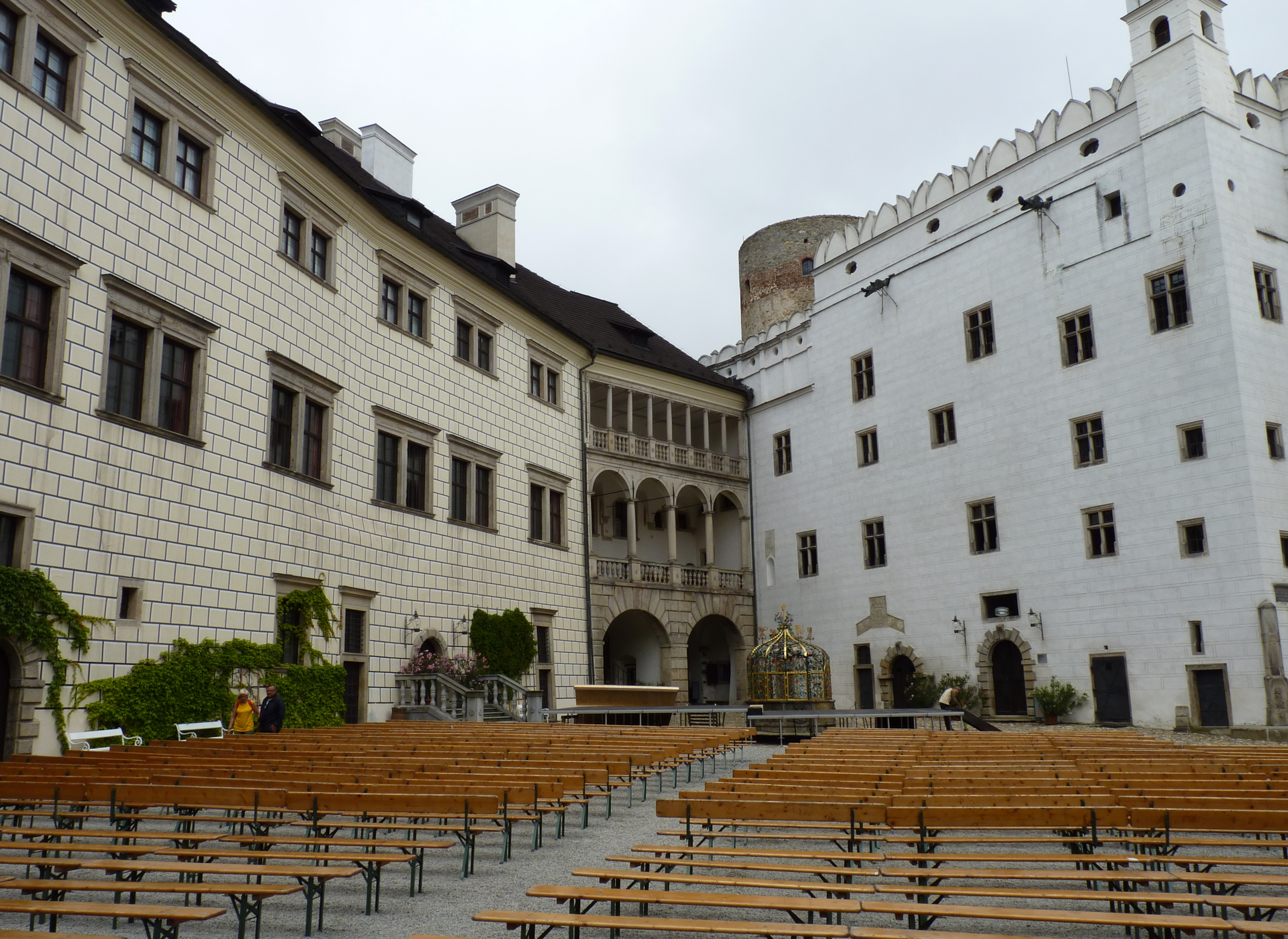
Innenhof

Mit seiner Architektur und der wertvollen Inneneinrichtung, zu der auch eine Gemäldegalerie gehört, zählt das Schloss Jindřichův Hradec zu den bedeutendsten Kulturobjekten Südböhmens.
Die Gesamtanlage des Schlosses stellt trotz mehrfachem Umbau in verschiedenen Stilepochen ein architektonisch harmonisches Gesamtbild dar. In der Gemäldegalerie ist besonders bedeutsam das 1460 geschaffene Gemälde der Madonna von Jindřichův Hradec. Auch der 1338 entstandene Bilderzyklus zur Legende des hl. Georg in einem Raum neben der Schlosskapelle ist von kunsthistorischem Interesse.